# Kustbevakningsfartyg 031-serien

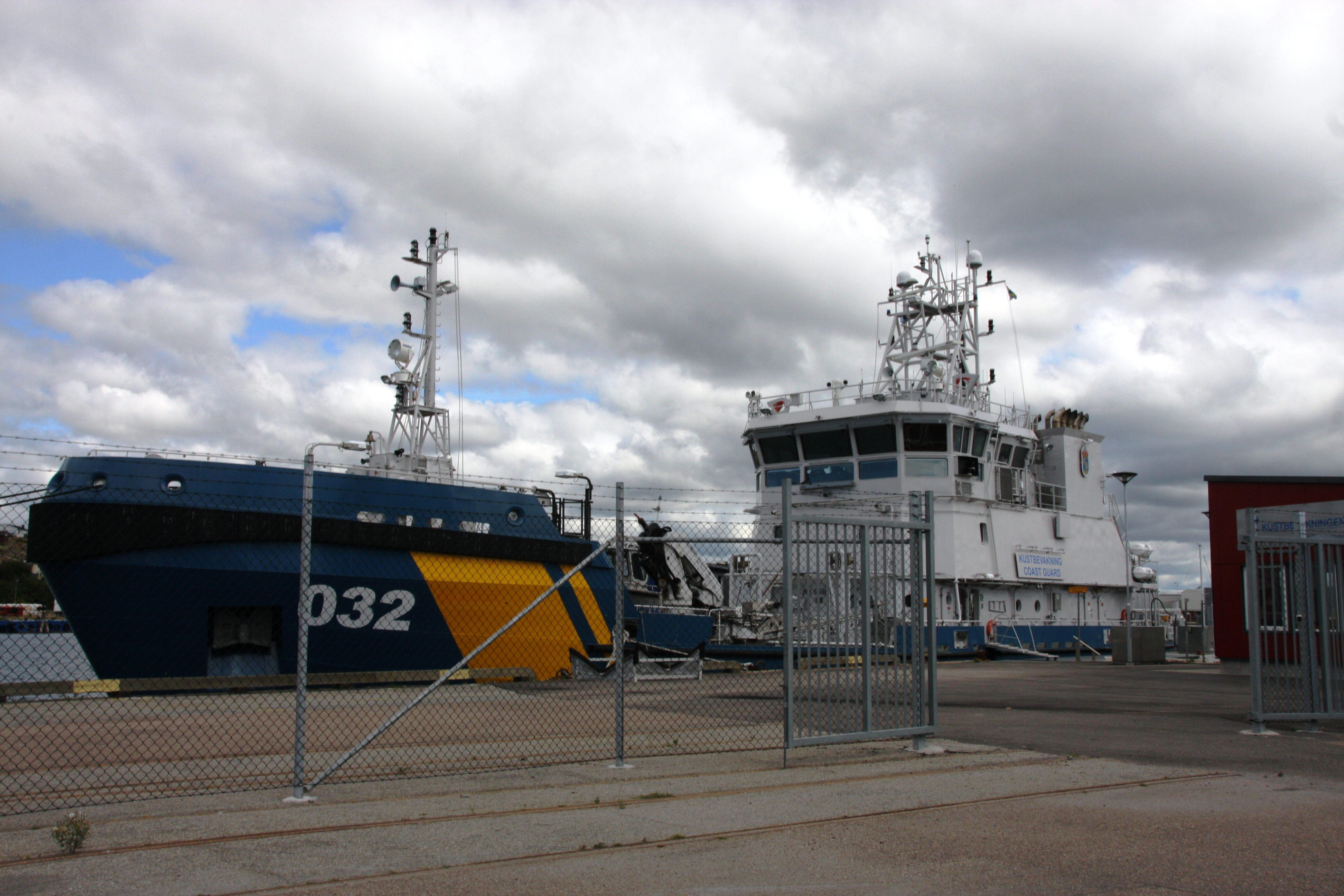
KBV 032 i hemmahamnen Lysekil.

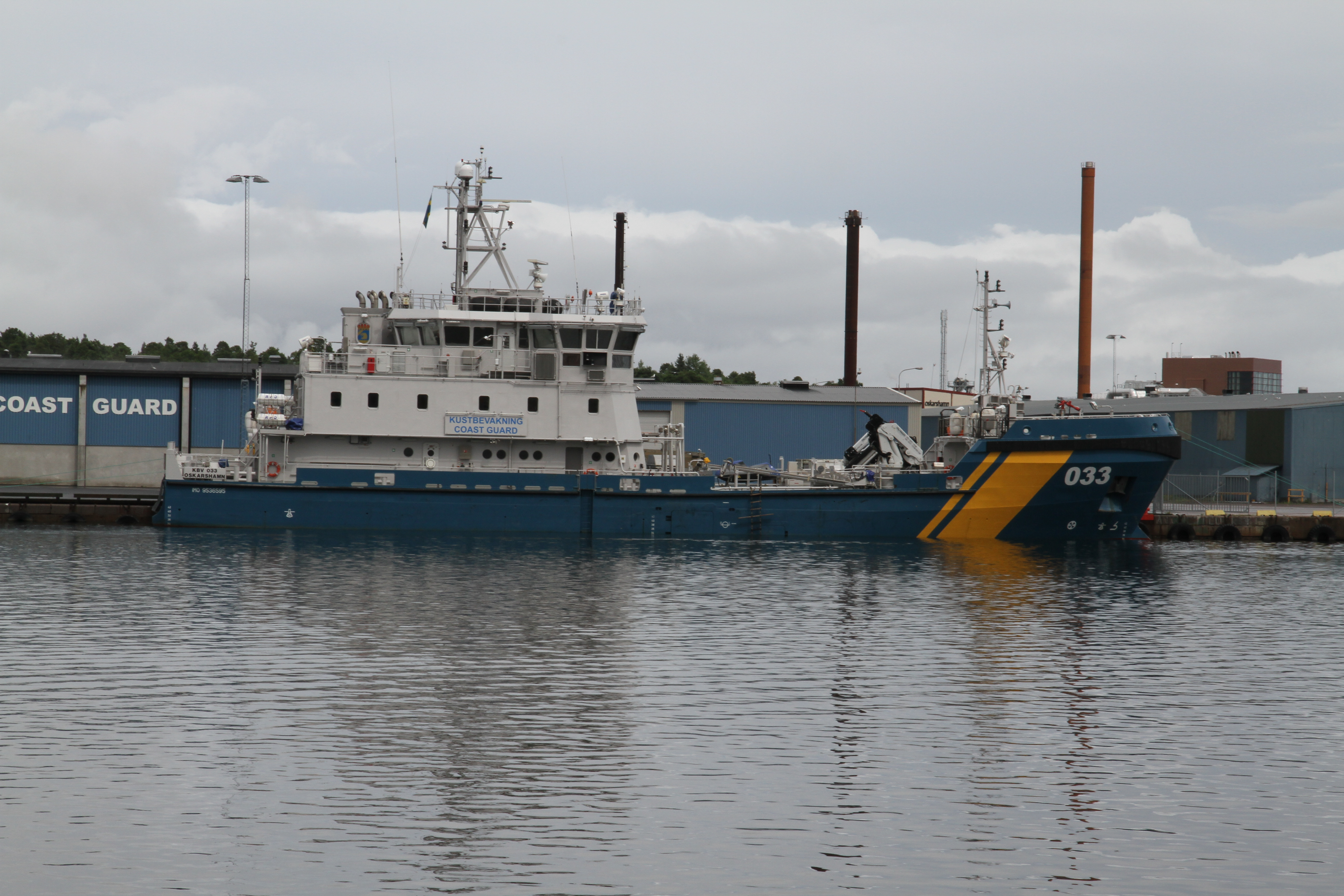
KBV 033 i hemmahamnen Oskarshamn.

Kustbevakningsfartyg 031-serien är en typ av kombinationsfartyg inom Kustbevakningen i Sverige. Kustbevakningen beställde omkring 2008 fyra kombinationsfartyg av P+S Werften GmbH i Wolgast i Tyskland. Syftet var att placera ett sådant fartyg i varje kustbevakningsregion för att ersätta en del av de äldre miljöskyddsfartygen. Benämningen kombinationsfartyg betecknade fartyg för myndighetens alla miljöskydds- och övervakningsuppgifter, till exempel sjötrafik- och miljöövervakning, gräns-, fiske-, tull- och polisiära kontroller till sjöss.
Efter leverans av de två första fartygen i serien gick varvet i Wolgast i konkurs 2012, men de sista två fartygen kunde färdigställas efter en rekonstruktion.
Fartygen kan ta upp och lagra 250 kubikmeter olja i egna tankar, är utrustade för sjöräddning och kan bekämpa bränder till sjöss och i hamnar. 

## Fartyg i klassen
| Namn    | IMO-nr  | Signal  | Byggnadsår | Varv varvsnummer             | Längd | Bredd | Deplacement | Stationeringsort      |
| ------- | ------- | ------- | ---------- | ---------------------------- | ----- | ----- | ----------- | --------------------- |
| KBV 031 | 9536571 | KBV 031 | 2011       | Peenevarvet, Wolgast, nr 564 | 52 m  | 10 m  | 948 ton     | Djurö Räddningscenter |
| KBV 032 | 9536583 | KBV 032 | 2012       | Peenevarvet, Wolgast, nr 565 | 52 m  | 10 m  | 948 ton     | Lysekil               |
| KBV 033 | 9536595 | KBV 033 | 2013       | Peenevarvet, Wolgast, nr 566 | 52 m  | 10 m  | 948 ton     | Oskarshamn            |
| KBV 034 | 9536600 | KBV 034 | 2013       | Peenevarvet, Wolgast, nr 567 | 52 m  | 10 m  | 948 ton     | Helsingborg           |